# Роженск (Калужская область)
Роженск — деревня в Думиничском районе Калужской области.

## История
В переписных книгах по Сухиничскому стану Мещовского уезда 1722-1727-х гг. упоминается сельцо Роженки, которое числится за отставным капитаном Михайлою Евтифеевым сыном Поповым.
Далее упоминается в Экономических примечаниях к Атласу Калужского наместничества (1782):
Сельцо Роженск князя Петра Алексеевича Козловского, Натальи Никитичны Семеновой, Дмитрия Макаровича Ергольского, Самойла Лукьяновича Потулова, Осипа Владимировича Беклемишева, Елизаветы Никитичны Шепелевой, Федора Владимировича Беклемишева в безспорном владении. Число дворов 25.
По третьей ревизии (1762 г.) душ м.п. 114, ж.п. 102. Земли (десятин): под усадьбой 52, пашни 826, сенокосов 35, лесу 824, неудобий 41, всего 1778. Да в спорах 298 десятин. Сельцо по обе стороны реки Рожнянки; хлеб и покосы средственны; лес дровяной; крестьяне на оброке.
В 1859 в сельце Роженск числилось 45 дворов, 254 жителя. Помещики, у которых крестьяне после отмены крепостного права выкупали землю:
- М.А Баталина (до 1875)
- Л. И. Богенгарт (до 1864)
- Е. Л. Колпашникова (до 1871)
- Е. И. Петрова (и Звитовка) — до 1871
- А. Н. и Л. Н. Толубеевы (до 1883).

В 1913 г. в деревне проживало 383 человека, была земская школа. Последними (до революции) владельцами поместья в Роженске были Христофор Владимирович Бенкендорф (1851—1921) (он унаследовал его от матери — Елизаветы Алексеевны Яновой) и его законная жена Екатерина Васильевна. Управляющим был Лебедев Иван Николаевич.
До 1920 года Роженск относился к Которской волости Жиздринского уезда Калужской губернии. С 1920 по 1924 годы Роженск перешёл в состав Брянской губернии. С 1924 года по 1929 год в составе образованного Дмитровского сельского совета Маклаковской волости Жиздринского уезда Брянской губернии. В период уплотнения областей с 1930 года в составе Думиничского района вновь образованной Западной области. В 1937 год Роженск стал относиться к Октябрьскому сельскому совету Думиничского района Смоленской области и только в 1944 году вместе со всем Думиничским районом перешёл в состав Калужской области.
Перед войной в Роженске было 82 жилых двора. Роженский колхоз «Путь к коммунизму» был одним из передовых.
Во время войны Думиничский район был оккупирован фашистами 5 октября 1941 г. Роженск освободили в начале января 1942-го, но до конца марта в окрестностях продолжались бои.
На 1 августа 1959 в сельхозартели «Путь к коммунизму» было 63 коровы (на 1.10.54 — 39 коров, 1.10.55 — 51 корова).
В 1959 (25 сентября) прошло объединение колхозов «Путь к коммунизму» (Роженск), «Вперед за коммуну» (Гульцово) и «Заветы Ленина» (Маслово). Объединённый колхоз назывался «Заветы Ленина». В 1968 из него выделился колхоз им. Ленина (Гульцово).
Деревня Роженск до 1968 относилась к Октябрьскому сельсовету (Сяглово), затем вошла в состав новообразованного Масловского с/с.

## Современность
Постоянное население деревни — 19 человек (2007), по переписи 2010 г. — 13 человек.